# Кривов, Павел Викторович
Павел Викторович Кривов (5 июня 1981 — 9 сентября 2022) — российский военнослужащий, подполковник ВДВ. Герой Российской Федерации.

## Биография
Окончил рязанскую общеобразовательную среднюю школу № 34. В 1999 году поступил в Рязанское воздушно-десантное командное училище. После окончания училища в 2004 году служил на командных должностях в 137-м парашютно-десантном полку. Участник военной операции в Сирии. В 2020 году назначен командиром разведывательной роты своего полка. С 24 февраля 2022 года участвовал во вторжении на Украину, воевал на Изюмском направлении, командир 1-го парашютно-десантного батальона своего полка, был дважды ранен. Погиб в бою. 18 сентября был похоронен в Рязани.

## Награды
- Звание «Герой Российской Федерации» (17 января 2023 г., посмертно) — «за мужество и героизм, проявленные во время исполнения воинского долга». 6 февраля медаль «Золотая звезда» была передана родным Кривова губернатором Рязанской области Павлом Малковым;
- Орден Мужества;
- Медаль Суворова;
- Другие медали.